# ایلامی میخی
ایلامی میخی، دبیره‌ای میخی و واژه‌نگاشت است که از ۲۵۲۰ پ.م تا ۳۳۱ میلادی به کار می‌رفته است و جانشین دبیرهٔ «ایلامی خطی» شده است. این دبیره از دبیرهٔ میخی اکدی به‌دست آمده‌است. دبیرهٔ ایلامی میخی هخامنشی از ۱۳۲ نشانه ساخته شده‌است، که این تعداد بسیار کم‌تر از دیگر دبیره‌های میخی است.
زبان ایلامی در واپسین گام «ایلامی نو» نامیده می‌شود که خود به دو بخش «پیش از هخامنشی» و «هخامنشی» تقسیم می‌شود. زبان ایلامی هخامنشی بر روی دو دستهٔ جداگانهٔ اسناد بکار رفته‌است: سنگ نوشته‌های شاهی در بیستون، پاسارگاد، تخت جمشید، گشایشیان، همدان، وان، شوش و سوئز و دیگر گل نوشته‌های دیوانی تخت جمشید که به دو بخش گل نوشته‌های گنجینه و بارو تقسیم می‌شود. البته سال‌ها پیش یک سند از بایگانی شوش نیز یافت شده‌است. این اسناد توسط ریچارد هلک و جرج ج. کامرون خوانده و چاپ شده‌اند. عبدالمجید ارفعی و متیو استولپر اکنون بر روی این اسناد جداگانه کار می‌کنند. شمار سندهای دیوانی به ۳۰ هزار می‌رسد که تنها ۵۰۰۰ آنها خوانده شده و نیمی از آنها حدود ۲۲۰۰ سند تاکنون چاپ شده‌است. فرانسوا والا و ف. هنکلمن و چارلز جونز از دیگر کسانی هستند که در حال حاضر بر روی این زبان و اسناد کار می‌کنند.

## سیاههٔ یونیکد
این خط امروزه برای رمزگردانی در رایانه؛ به شیوهٔ یونیکد کاربرد دارد که جدول زیر آمده ست. شایان گفتن است که دبیرهٔ ایلامی میخی دارای ۱۳۲ نشانه است که تعداد نشانه‌ها بسیار کمتر از دیگر خطوط میخی است.
|         | Ca        | Ce                  | Ci                  | Cu              |  | aC      | eC        | iC        | uC        |
| ------- | --------- | ------------------- | ------------------- | --------------- |  | ------- | --------- | --------- | --------- |
| p b     | 𒉺 pa 𒁀 ba | 𒁁 be                | 𒉿 pe ~ pi           | 𒁍 pu            |  | 𒀊 ap    | 𒅁 (𒌈) ip  | 𒅁 (𒌈) ip  | 𒌒 up      |
| k g     | qa/ka4 ka | 𒆠 ke ~ ki 𒄀 ge ~ gi | 𒆠 ke ~ ki 𒄀 ge ~ gi | 𒆪 ku            |  | 𒀝 ak    | 𒅅 ik      | 𒅅 ik      | 𒊌 uk      |
| t d     | 𒆪 da      | 𒋼 te                | 𒋾 ti                | 𒌅 (tu4) tu 𒁺 du |  | 𒀜 at    |           |           | 𒌓 ut      |
| š       | 𒐼 (𒊮) ša  | 𒊺 še                | 𒅆 ši                | 𒋗 šu            |  | 𒀾 aš    | 𒆜 iš ~ uš | 𒆜 iš ~ uš | 𒆜 iš ~ uš |
| s z (č) | 𒊓 sa 𒍝 ca | 𒋛 se ~ si 𒍢 ce ~ ci | 𒋛 se ~ si 𒍢 ce ~ ci | 𒋢 su            |  | 𒊍 as/ac | 𒄑 is/ic   | 𒄑 is/ic   |           |
| y       | ya        |                     |                     |                 |  |         |           |           |           |
| l       | 𒆷 la      | 𒇷 le ~ li           | 𒇷 le ~ li           | 𒇻 lu            |  |         |           |           | ul        |
| m       | 𒈠 ma      | 𒈨 me                | 𒈪 mi                | 𒈬 mu            |  | 𒄠 am    |           |           | 𒌝 um      |
| n       | 𒈾 na      | 𒉌 ne ~ ni           | 𒉌 ne ~ ni           | 𒉡 nu            |  | 𒀭 an    | 𒂗 en      | 𒅔 in      | 𒌦 un      |
| r       | 𒊏 ra      | 𒊑 re ~ ri           | 𒊑 re ~ ri           | 𒊒 ru            |  |         | 𒅕 ir      | 𒅕 ir      | 𒌨 ur      |
| h 0     | 𒄩 ha 𒀀 a  | 𒂊 e                 | 𒄭 hi 𒄿 i            | 𒄷 hu 𒌋, 𒌑 u     |  | 𒄴 ah    |           |           |           |